# Judo la Jocurile Europene din 2015
Probele de judo la Jocurile Europene din 2015 s-au desfășurăt în perioada 25-28 iunie la Arena „Heydar Aliyev” de la Baku în Azerbaidjan. Competiția țin loc de Campionatul European din 2015. O probă de judo pentru persoane cu deficiențe de vedere a fost inclusă în program.

## Medaliați

### Masculin
| Probă                          | Aur                                                                                                   | Argint | Bronz |
| 60 kg                          | Beslan Mudranov (RUS)                                                                                 | Orkhan Safarov (AZE) | Ludovic Chammartin (SUI) |
| 60 kg                          | Beslan Mudranov (RUS)                                                                                 | Orkhan Safarov (AZE) | Amiran Papinașvili (GEO) |
| 66 kg                          | Kamal Khan-Magomedov (RUS)                                                                            | Loïc Korval (FRA) | Mikhail Pulyaev (RUS) |
| 66 kg                          | Kamal Khan-Magomedov (RUS)                                                                            | Loïc Korval (FRA) | Sebastian Seidl (GER) |
| 73 kg                          | Sagi Muki (ISR)                                                                                       | Nugzar Tatalașvili (GEO) | Rok Drakšič (SLO) |
| 73 kg                          | Sagi Muki (ISR)                                                                                       | Nugzar Tatalașvili (GEO) | Dirk van Tichelt (BEL) |
| 81 kg                          | Avtandili Tchrikișvili (GEO)                                                                          | Ivan Nifontov (RUS) | Alexander Wierczeczak (GER) |
| 81 kg                          | Avtandili Tchrikișvili (GEO)                                                                          | Ivan Nifontov (RUS) | Loïc Pietri (FRA) |
| 90 kg                          | Kirill Denisov (RUS)                                                                                  | Varlam Liparteliani (GEO) | Ilias Iliadis (GRE) |
| 90 kg                          | Kirill Denisov (RUS)                                                                                  | Varlam Liparteliani (GEO) | Guillaume Elmont (NED) |
| 100 kg                         | Henk Grol (NED)                                                                                       | Lukáš Krpálek (CZE) | Toma Nikiforov (BEL) |
| 100 kg                         | Henk Grol (NED)                                                                                       | Lukáš Krpálek (CZE) | Cyrille Maret (FRA) |
| +100 kg                        | Adam Okruașvili (GEO)                                                                                 | Or Sasson (ISR) | Renat Saidov (RUS) |
| +100 kg                        | Adam Okruașvili (GEO)                                                                                 | Or Sasson (ISR) | Iakiv Khammo (UKR) |
| Echipe                         | Franța Pierre Duprat Alexandre Iddir Loic Korval David Larose Cyrille Maret Loic Pietri Florent Urani | Georgia Beka Gviniașvili Varlam Liparteliani Ușangi Margiani Levani Matiașvili Adam Okruașvili Amiran Papinașvili Lașa Șavdatuașvili Nugzar Tatalașvili Avtandili Tchrikișvili | Rusia Kirill Denisov Denis Iartcev Kamal Khan-Magomedov Alan Khubetsov Ivan Nifontov Mikhail Pulyaev Renat Saidov Kirill Voprosov       |
| Echipe                         | Franța Pierre Duprat Alexandre Iddir Loic Korval David Larose Cyrille Maret Loic Pietri Florent Urani | Georgia Beka Gviniașvili Varlam Liparteliani Ușangi Margiani Levani Matiașvili Adam Okruașvili Amiran Papinașvili Lașa Șavdatuașvili Nugzar Tatalașvili Avtandili Tchrikișvili | Ucraina Serhiy Drebot Vitalii Dudchyk Oleksandr Gordiienko Iakiv Khammo Artem Khomula Quedjau Nhabali Vadym Synyavsky Georgii Zantaraia |
| Cu deficiențe de vedere +90 kg | Ilham Zakiyev (AZE)                                                                                   | Oleksandr Pominov (UKR) | Aleksandr Parasiuk (RUS) |
| Cu deficiențe de vedere +90 kg | Ilham Zakiyev (AZE)                                                                                   | Oleksandr Pominov (UKR) | Zakir Mislimov (AZE) |

### Feminin
| Probă                         | Aur | Argint | Bronz |
| 48 kg                         | Charline van Snick (BEL) | Ebru Sahin (TUR) | Éva Csernoviczki (HUN) |
| 48 kg                         | Charline van Snick (BEL) | Ebru Sahin (TUR) | Irina Dolgova (RUS) |
| 52 kg                         | Andreea Chițu (ROU) | Annabelle Euranie (FRA) | Mareen Kräh (GER) |
| 52 kg                         | Andreea Chițu (ROU) | Annabelle Euranie (FRA) | Natalia Kuziutina (RUS) |
| 57 kg                         | Telma Monteiro (POR) | Hedvig Karakas (HUN) | Nora Gjakova (Kosovo) |
| 57 kg                         | Telma Monteiro (POR) | Hedvig Karakas (HUN) | Miryam Roper (GER) |
| 63 kg                         | Martyna Trajdos (GER) | Tina Trstenjak (SLO) | Yarden Gerbi (ISR) |
| 63 kg                         | Martyna Trajdos (GER) | Tina Trstenjak (SLO) | Clarisse Agbegnenou (FRA) |
| 70 kg                         | Kim Polling (NED) | Laura Vargas Koch (GER) | Bernadette Graf (AUT) |
| 70 kg                         | Kim Polling (NED) | Laura Vargas Koch (GER) | Szaundra Diedrich (GER) |
| 78 kg                         | Marhinde Verkerk (NED) | Luise Malzahn (GER) | Anamari Velenšek (SLO) |
| 78 kg                         | Marhinde Verkerk (NED) | Luise Malzahn (GER) | Guusje Steenhuis (NED) |
| +78 kg                        | Emilie Andeol (FRA) | Jasmin Külbs (GER) | Belkız Zehra Kaya (TUR) |
| +78 kg                        | Emilie Andeol (FRA) | Jasmin Külbs (GER) | Svitlana Yaromka (UKR) |
| Echipe                        | Franța Clarisse Agbegnenou Emilie Andeol Laetitia Blot Gevrise Emane Annabelle Euranie Marie Eve Gahie Madeleine Malonga Automne Pavia | Germania Szaundra Diedrich Franziska Konitz Mareen Kraeh Luise Malzahn Miryam Roper Martyna Trajdos Laura Vargas Koch Viola Waechter | Italia Giulia Cantoni Assunta Galeone Odette Giuffrida Edwige Gwend Elisa Marchio Valentina Moscatt Giulia Quintavalle        |
| Echipe                        | Franța Clarisse Agbegnenou Emilie Andeol Laetitia Blot Gevrise Emane Annabelle Euranie Marie Eve Gahie Madeleine Malonga Automne Pavia | Germania Szaundra Diedrich Franziska Konitz Mareen Kraeh Luise Malzahn Miryam Roper Martyna Trajdos Laura Vargas Koch Viola Waechter | Slovenia Klara Apotekar Vlora Bedeti Nina Milosevic Petra Nareks Anka Pogacnik Tina Trstenjak Anamari Velenšek Kristina Vrsic |
| Cu deficiențe de vedere 57 kg | Inna Cherniak (UKR) | Sabina Abdullayeva (AZE) | Nataliya Nikolaychyk (UKR) |
| Cu deficiențe de vedere 57 kg | Inna Cherniak (UKR) | Sabina Abdullayeva (AZE) | Romona Brussig (GER) |

## Legături externe
- en  az  Site-ul oficial competiției Arhivat în 5 septembrie 2015, la Wayback Machine.